# Associação Ásatrú

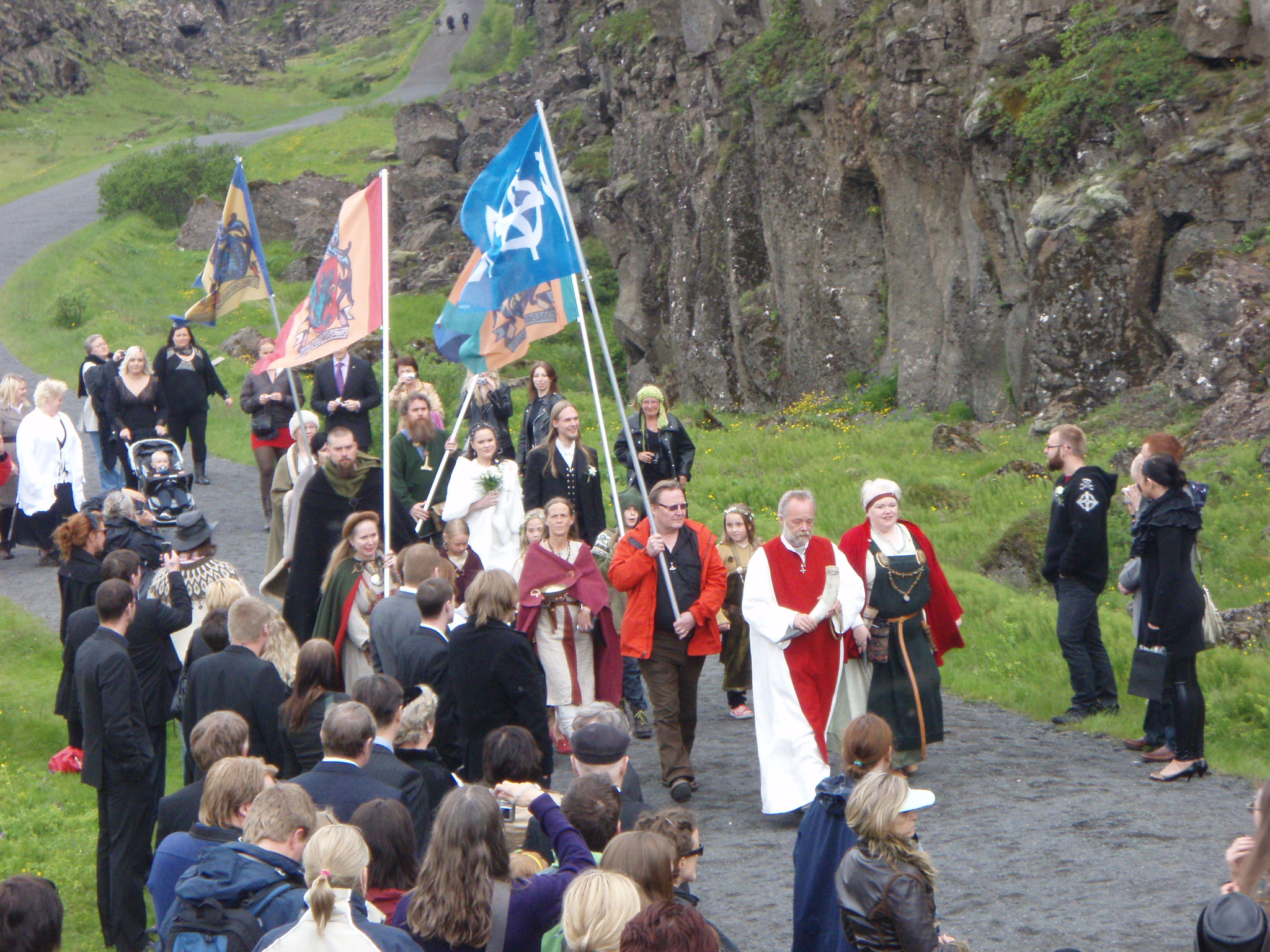
Hilmar Örn Hilmarsson e outros membros da Ásatrúarfélagið caminham para a blót em Þingvellir no verão de 2009.

A Associação Ásatrú (em islandês: Ásatrúarfélagið) é uma organização religiosa neopagã islandesa do movimento Ásatrú, que tem o propósito de trazer um reavivamento do paganismo nórdico. Foi fundada no Primeiro Dia do Verão de 1972, tendo conseguido e reconhecimento como organização religiosa registrada em 1973, permitindo-lhe realizar cerimônias e recolher uma parcela do imposto de igreja. Isso ocorre porque na Islândia não há separação entre religião e estado.
A organização foi liderada pelo fazendeiro e poeta Sveinbjörn Beinteinsson entre 1972 até sua morte, em 1993. Durante a maior parte deste período, a adesão não conseguiu ser superior a 100 pessoas e após o desaparecimento do entusiasmo inicial dos membros, havia poucas atividades. A próxima suma sacerdote, Jormundur Ingi Hansen (1994-2002), viu um crescimento e uma considerável atividade, incluindo a concepção de um cemitério pagão. Estas tendências têm continuado nos termos do presente sumo sacerdote, o músico Hilmar Örn Hilmarsson (2003 -), e até outubro de 2012, a organização tinha 2093 membros registados, 31,5% dos quais mulheres.
A Ásatrúarfélagið não tem um dogma religioso fixo ou teologia, mas os sacerdotes têm tendência a uma visão panteísta. O ritual central é a festa comunal Blót, mas os sacerdotes (Goði|goðar) também realizam cerimônias similares ao batismo, casamentos e funerais. A organização tem, em algumas ocasiões tomado posição sobre questões políticas, incluindo o direito ao aborto, casamento gay, a separação entre Igreja e Estado, e as questões ambientais. A Ásatrú é um dos membros fundadores do Congresso Mundial de Religiões Étnicas.